# Hubertus Mühlhäuser
Hubertus Michael Mühlhäuser (* 7. Oktober 1969 in Erbach) ist ein deutscher Wirtschaftsmanager. Er ist ein ehemaliger CEO von CNH Industrial und Welbilt. Zuvor war er in leitenden Positionen bei der Karl-H. Mühlhäuser, AGCO und Arthur D. Little tätig.

## Frühes Leben und Ausbildung
Hubertus Mühlhäuser wurde in Erbach (Odenwald) in Hessen, Deutschland, geboren. Sein Vater, Heinz-Peter Mühlhäuser, war der Chef der Karl-H. Mühlhäuser GmbH, die sein Großvater gegründet hatte.
Nach dem Abitur und dem Wehrdienst studierte Mühlhäuser an der EBS Universität für Wirtschaft und Recht in Deutschland und an der European Business School London sowie an der Universidad Argentina de la Empresa (UADE) und schloss sein Studium der Betriebswirtschaftslehre an der EBS in Deutschland mit einem Master ab.

## Karriere
Nach einer freiberuflichen Tätigkeit für die internationale Unternehmensberatung Arthur D. Little in Deutschland trat Mühlhäuser 1996 als Business Analyst bei Arthur D. Little in Zürich, Schweiz ein. 1997 wurde er globaler Produktmanager für die Strategieentwicklungsmethoden des Unternehmens. Im Jahr 1999 wurde er zum Leiter der Schweizer Strategie- und Organisationspraxis ernannt und wurde Partner der Firma. Im Jahr 2000 wurde er globaler Leiter der Strategie- und Organisationsabteilung der Firma und Mitglied des globalen Managementteams. Im Jahr 2001 wurde er zum Geschäftsführer von Arthur D. Little Schweiz ernannt. 2004 nahm die Wirtschaftswoche Mühlhäuser in ihre Liste der "35 jungen Deutschen unter 35" auf und würdigte damit seinen schnellen Aufstieg bei Arthur D. Little.
2005 wechselte Mühlhäuser zum amerikanischen Landmaschinenhersteller AGCO Corporation, zunächst als Senior Vice President of Strategy and Integration, von 2007 bis 2011 war er zudem General Manager of Engines, von 2009 bis 2011 General Manager of Eastern Europe/Asia. Im Jahr 2012 wurde er Leiter der Region Europa, Naher Osten und Afrika, die die größte Geschäftsregion von AGCO darstellt. Er leitete AGCOs Wachstum in China, wo mehrere Werke eröffnet wurden, sowie die Wachstumsstrategie in Afrika und nahm am G8-Gipfel 2012 teil, wo er AGCOs Vision für Afrika präsentierte. Mühlhäuser verließ AGCO im September 2012.
2013 kehrte Mühlhäuser nach Hessen zurück, um das Familienunternehmen, die Karl-H. Mühlhäuser GmbH, einen internationalen Tunnelbauausrüster, zu leiten; er übernahm die Mehrheit der Anteile und wurde geschäftsführender Gesellschafter. Er reorganisierte, expandierte mit kleinen Akquisitionen und verlegte den Sitz der Konzernholding in die Schweiz. 2015 zog er sich als Geschäftsführer zurück, blieb aber als Mehrheitsgesellschafter erhalten. Im Jahr 2020 wurde das Unternehmen nach einer Insolvenz an die "Mining Equipment Ltd." mit Sitz in Colorado, USA, verkauft.
Im August 2015 wurde Mühlhäuser zum Präsidenten, CEO und Direktor von Manitowoc Foodservice ernannt, einer Produktionssparte für kommerzielle Foodservice-Ausrüstung von Manitowoc Company, einem börsennotierten amerikanischen internationalen Unternehmen. Er baute ein Führungsteam auf, reorganisierte das Managementteam des Unternehmens und ernannte einen separaten Aufsichtsrat. Als Nächstes führte er Manitowoc Foodservice durch die zuvor geplante Trennung von The Manitowoc Company. Der Geschäftsbereich Manitowoc Foodservice mit seinen mehr als 20 Werken weltweit wurde im März 2016 als unabhängiges, börsennotiertes Unternehmen ausgegliedert, dessen Hauptsitz sich in Florida befindet. Mühlhäuser leitete auch die Umbenennung des neu ausgegliederten Unternehmens in seinen ursprünglichen Namen, Welbilt, im Februar 2017, und der Börsenticker änderte sich im März 2017 in WBT. Bei Welbilt vereinfachte Mühlhäuser die Produktlinien und reduzierte die Anzahl seiner globalen Marken von 25 auf 12. Er restrukturierte das Unternehmen und schloss mehrere Produktionsstätten. Außerdem förderte er die zunehmende digitale Vernetzung von Automaten, um die Effizienz von Foodservice-Systemen zu steigern.
Im August 2018 wurde Mühlhäuser mit Wirkung zum 17. September 2018 zum Vorstandsvorsitzenden des Land- und Baumaschinenherstellers CNH Industrial ernannt und zog in den Großraum Chicago, in die Nähe der US-Niederlassung des Unternehmens. Im November 2018 wurde er in den Vorstand des Unternehmens gewählt. Anfang 2019 stellte er ein neues Managementteam zusammen und reorganisierte die fünf globalen Geschäftssegmente des Unternehmens. Außerdem lenkte er das Unternehmen in Richtung alternative Antriebe und Hightech-Innovationen. Im September 2019 initiierte Mühlhäuser einen Fünf-Jahres-Geschäftsplan, der die Abspaltung CNHs On-Highway-Geschäft (Nutzfahrzeuge und Busse sowie Powertrain) in ein separates börsennotiertes Unternehmen von seinem Off-Highway-Geschäft (Landwirtschaft, Bau und Spezialmaschinen). Im März 2020 trat er bei CNH Industrial zurück, um andere Interessen zu verfolgen; das Unternehmen bestätigte das Engagement für seinen Fünf-Jahres-Plan und die Trennung der Off-Road- und On-Road-Sparten.

## Persönliches
Mühlhäuser ist mit Ehefrau Sabine verheiratet und sie leben mit ihren drei Kindern in der Tampa Bay Area in Florida, USA.